# George H. Hodges
George Hartshorn Hodges (6 de Fevereiro de 1866 – 7 de Outubro de 1947) foi um político americano e o décimo nono Governador do Kansas (1913–1915).

## Biografia
Hodges nasceu em Orion, Wisconsin no Condado de Richland. Sua família se mudou para Olathe, Kansas, quando tinha três anos. Foi educado nas escolas públicas. Casou-se com Ora May Murray e tiveram dois filhos.

## Carreira
Hodges teve uma carreira de sucesso como empresário, com participações nas indústrias madeireira, de hardware e de empréstimos, além de possuir um jornal, o Johnson County Democrat.
Hodges foi eleito para a Assembleia de Olathe em 1896, exercendo ao lado de seu irmão, o Prefeito Frank Hodges. George Hodges foi eleito para um mandato como Prefeito de Olathe depois de quatro anos como vereador.
Hodges exerceu na Assembleia Legislativa como Senador de 1905 até 1913, onde foi particularmente ativo no comitê ferroviário do senado e conhecido por liderar a responsabilidade de leis progressistas para o estado do Kansas.
Em seu Discurso no dia 14 de Janeiro de 1913, Hodges pediu igualdade de sufrágio para as mulheres, a eleição direta de Senadores dos EUA, encerrar as eleições primárias, permitir a tributação de hipotecas detidas por não residentes do Kansas em bens pertencentes a Kansas, revogar a lei de herança, expansão da quilometragem de estradas de terra do estado efetivas, uma revisão da lei de inspeção de grãos do estado, novas leis de trabalho infantil, novas leis de segurança para o emprego, uma revisão de propostas para o estado publicar livros didáticos, a redução de fundos de emergência para funcionários públicos em todo o estado, excluindo o procurador-geral do estado, dando ao Estado novos poderes sobre os leitos dos rios, a fusão da comissão sanitária de animais do estado na Universidade Estadual do Kansas e um comissário estadual eleito do trabalho com poderes adicionais.
Hodges também usou seu discurso de posse para convocar quatro emendas à constituição do estado:
- Permitir iniciativa e referendo em todo o estado
- Permitir a retirada de funcionários eleitos
- Expandir os mandatos estaduais e municipais de dois para quatro anos
- Auxílios estatais à construção de estradas e pontes

A gestão do Governador Hodges trouxe as seguintes mudanças:
- um imposto sobre empresas foi sancionado
- foi autorizada uma emenda de sufrágio para mulheres à constituição estadual
- o conselho de administração recebeu o poder de controlar todas as agências estatais
- O controle de todas as escolas estaduais ficou sob o comando do Conselho Estadual de Educação
- Revogação do imposto sobre herança
- Novo poder para o Bureau of Labor do Kansas
- Permitido a publicação estadual de livros didáticos
- Novas leis de segurança para mineiros
- Criou um hospital para pacientes com tuberculose
- Colocou hospitais públicos sob o controle dos condados
- Criou o escritório de supervisora da prisão para as penitenciárias
- Criou o cargo de procurador do divórcio
- os papéis das mulheres foram desenvolvidos no governo estadual.[2][6]

No dia 10 de Março de 1913, fez um discurso na Assembleia Legislativa do Kansas pedindo uma reformulação na Assembleia, combinando a Câmara dos Representantes do Kansas e o Senado do Kansas em uma única Assembléia Legislativa, composta por um ou dois membros de cada distrito congressional com o governador exercendo como presidente. Disse que o tamanho da Assembleia era grande demais para o estado.
Hodges também propôs mudar o estado para ter sessões legislativas em anos ímpares para realizar sessões legislativas anuais, sugerindo que o processo do biênio fez com que os legisladores acelerassem seus negócios e não tivessem tempo suficiente para estudar legislação.
Hodges foi o último governador do Kansas a exercer com uma assembleia Democrata. Depois de perder sua tentativa de reeleição, Hodges voltou aos seus vários negócios, pois havia estabelecido uma carreira de sucesso como empresário. Foi membro do Conselho Estadual de Regentes de 1925 até 1927. Também exerceu na Comissão Estadual de Livros Didáticos.